# Suran (rivière)
Pour les articles homonymes, voir Suran.
Le Suran ou Surand , est une rivière française qui coule dans les départements du Jura et de l'Ain dans les deux régions Bourgogne-Franche-Comté et Auvergne-Rhône-Alpes. C'est un affluent de la rivière d'Ain en rive droite.

## Géographie
De 74 km de longueur, le Suran naît dans la petite localité de Loisia, dans le département du Jura, à 395 m d'altitude, entre les lieux-dits les Combes Bœuf et les Pièces Pertan.
Il se dirige d'emblée vers le sud,, direction qu'il maintiendra jusqu'à son confluent avec l'Ain sur la commune de Varambon près de Pont-d'Ain. Dans la vallée, on entend dire : « à Varambon, le Suran perd son nom ».

### Communes et cantons traversés
Dans les deux départements du Jura et de l'Ain, le Suran traverse dix-huit communes et cinq cantons : 
- dans le sens amont vers aval :
  - Jura : Loisia, Graye-et-Charnay, Gigny, Louvenne, Saint-Julien, Villechantria, Broissia, Montfleur
  - Ain : Germagnat, Chavannes-sur-Suran, Simandre-sur-Suran, Villereversure, Bohas-Meyriat-Rignat, Neuville-sur-Ain, Saint-Martin-du-Mont, Druillat, Pont-d'Ain, Varambon.

Soit en termes de cantons, le Suran prend source dans le canton de Saint-Amour, traverse les canton de Saint-Julien, canton de Treffort-Cuisiat, canton de Ceyzériat et conflue dans le canton de Pont-d'Ain, le tout dans les arrondissements de Lons-le-Saunier et de Bourg-en-Bresse.

### Bassin versant
Le Suran traverse trois zone hydrographiques V280, V281, V282 pour une superficie totale de 357 km2. Ce bassin versant est constitué à 51,88 % de « forêts et milieux semi-naturels », à 46,26 % de « territoires agricoles », à 1,68 % de « territoires artificialisés », à 0,11 % de « surfaces ene eau », à 0,09 % de « zones humides »,.

## Affluents

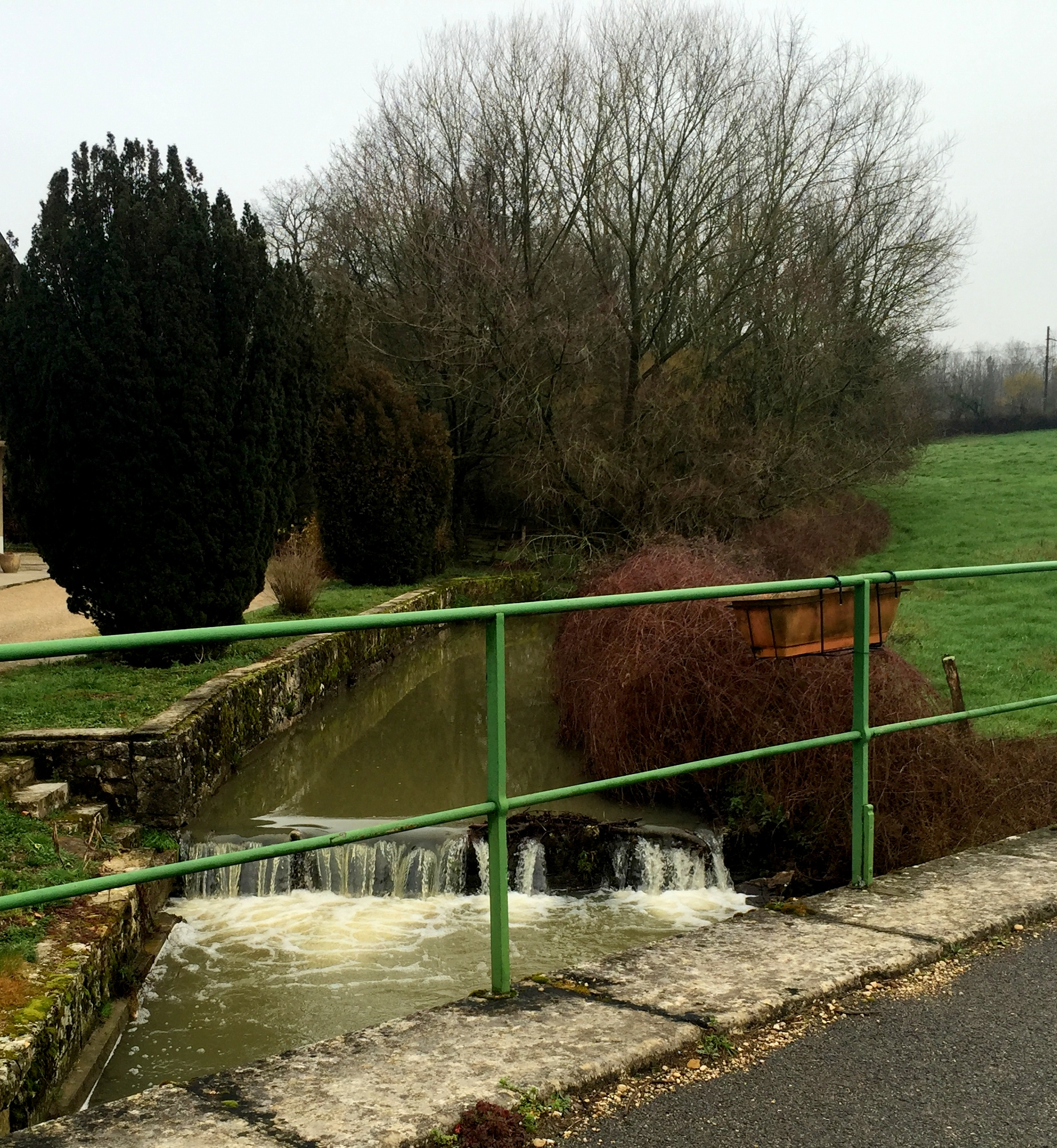
Le Durlet à Druillat.

Le Suran a dix affluents référencés :
- le ruisseau du Dard (rg[note 2]) 4 km sur les deux communes de Gigny et Louvenne.
- le ruisseau de Noëltant (rg) 8,9 km sur les sept communes de Gigny, Pimorin, Monnetay, Rothonay, Nancuise, Louvenne, Montrevel avec un affluent :
  - le ruisseau de la Font Berée (rg) 2,1 km sur les deux communes de Montrevel et Louvenne.
- Le Ponson (rg) 5,3 km sur les trois communes de Montrevel Saint-Julien et Lains.
- Le Toisin (rd) 5,3 km sur les deux communes de Andelot-Morval et Saint-Julien.
- La Doye (rd) 8,1 km sur les trois communes de Montagna-le-Templier, Montfleur et Lains avec un affluent 
  - le ruisseau de la Chapelle (rg) 1,6 km sur la seule commune de Lains.
- le ruisseau de Bourney ou ruisseau du Gros ou ruisseau de Tarcia (rd) 8,3 km sur les quatre communes de Val-d'Épy, Bourcia, Montfleur et Pouillat avec un affluent :
  - La Balme (rg) 3,3 km sur les deux communes de La Balme-d'Épy et Bourcia.
- le ruisseau de la Chana (rg) 3,5 km sur la seule commune de Germagnat.
- le Bief de Valuy (rg) 2 km sur les trois communes de Germagnat, Chavannes-sur-Suran et Corveissiat.
- le ruisseau de Sélignac (rg) 4,2 km sur les deux communes de Corveissiat et Simandre-sur-Suran.
- le Durlet (rd) 8 km sur les trois communes de Druillat, Priay et Varambon avec trois affluents :
  - le Bief chez Gonon (rg) 2,2 km sur la seule commune de Priay.
  - le Petit Durlet (rg) 2,6 km sur les deux communes de Priay et Varambon.
  - le Bief des Brosses (rd) 2,9 km sur les deux communes de Druillat et Varambon.

### Rang de Strahler
Donc le rang de Strahler du Suran est de trois.

## Hydrologie
Le Suran est une rivière assez abondante, comme tous les cours d'eau issus de la partie sud de la région du massif du Jura. Son régime hydrologique est dit pluvial.

### Le Suran à Pont-d'Ain
Son débit a été observé depuis le 1er janvier 1969 , à Pont-d'Ain, à 239 m d'altitude, localité du département de l'Ain située au niveau de son confluent avec l'Ain. Le bassin versant de la rivière y est de 349 km2 (soit l'intégralité du bassin).
Le module de la rivière à Pont-d'Ain est de 6,71 m3/s.
Le Suran présente des fluctuations saisonnières de débit très marquées, comme bien souvent dans l'est de la France, avec des hautes eaux d'hiver portant le débit mensuel moyen à un niveau situé entre 8,0 et 11,3 m3/s, de novembre à avril inclus (avec un maximum en février), et des basses eaux d'été, de fin juin à fin septembre, avec une baisse du débit moyen mensuel jusqu'à 1,04 m3/s au mois d'août. Mais les fluctuations sont bien plus prononcées sur de plus courtes périodes.

### Étiage ou basses eaux
À l'étiage, le VCN3 peut chuter jusqu'à 0,026 m3/s, en cas de période quinquennale sèche, soit à peine 26 litres par seconde, ce qui est extrêmement bas, mais normal dans les régions du piémont jurassien.
Comme la rivière court dans un synclinal fortement karstifié, une partie de son cours s'assèche l'été entre Villereversure et le hameau de Planche (Neuville-sur-Ain). Sur cette portion, elle coule alors en souterrain avant de resurgir, pour partie à la source du Bourbou, une partie des eaux rejoignant la rivière d'Ain par un système de résurgences en aval de la grotte de la Colombière à Neuville-sur-Ain.

### Crues
Les crues sont modérées comparées à la moyenne des cours d'eau de la moitié sud de la France. Les QIX 2 et QIX 5 valent respectivement 85 et 110 m3/s. Le QIX 10 est de 130 m3/s, le QIX 20 de 150 m3/s et le QIX 50 de 170 m3/s.
On peut les comparer à un des affluents de la Marne à l'est de Paris, le Grand Morin, réputé pour ses débordements. Le QIX 10 du Grand Morin en fin de parcours vaut 140 m3/s (contre 130 pour le Suran) et son QIX 50 se monte à 200 m3/s (contre 170 pour le Suran). Ainsi malgré un bassin plus de trois fois moins étendu et un débit moyen d'à peu près la moitié, le volume des crues du Suran équivaut presque celles du Grand Morin.
Le débit instantané maximal enregistré à Pont-d'Ain a été de 168 m3/s le 18 avril 2005, tandis que la valeur journalière maximale était de 125 m3/s le même jour. En comparant le premier de ces chiffres à l'échelle des QIX du Suran, il ressort que les crues d'avril 2005 étaient d'ordre cinquantennal, et donc assez exceptionnelles.

### Lame d'eau et débit spécifique
Le Suran est une rivière abondante, alimentée par des précipitations elles aussi abondantes, dans la région du massif du Jura et de son piémont. La lame d'eau écoulée dans son bassin versant est de 608 millimètres annuellement, ce qui est élevé, nettement supérieur à la moyenne d'ensemble de la France, mais un peu inférieur à la moyenne de la totalité du bassin du Rhône (670 millimètres par an à Valence), et très inférieur à la lame d'eau de l'Ain à Pont-d'Ain (1 201 millimètres par an). Le débit spécifique de la rivière (ou Qsp) atteint ainsi 19,2 litres par seconde et par kilomètre carré de bassin.

## Aménagements et écologie
Près de sa confluence, le Suran passe deux fois sous et longe l'autoroute A40 sur plus de 4 kilomètres, en même temps que le chemin de fer sur la ligne Bourg-en-Bresse-Ambérieu-en-Bugey.

## Galerie

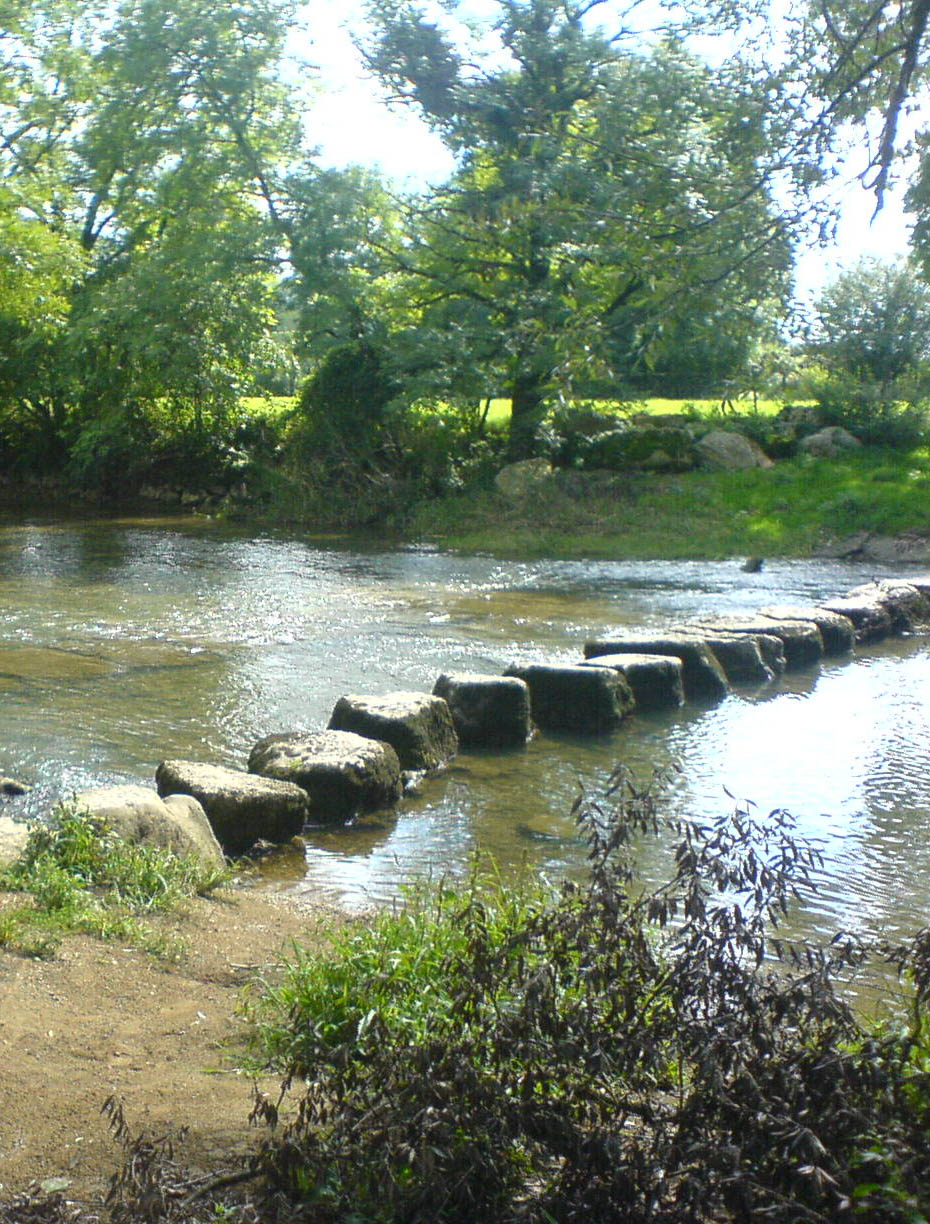
Gué de Thiole à Simandre-sur-Suran.
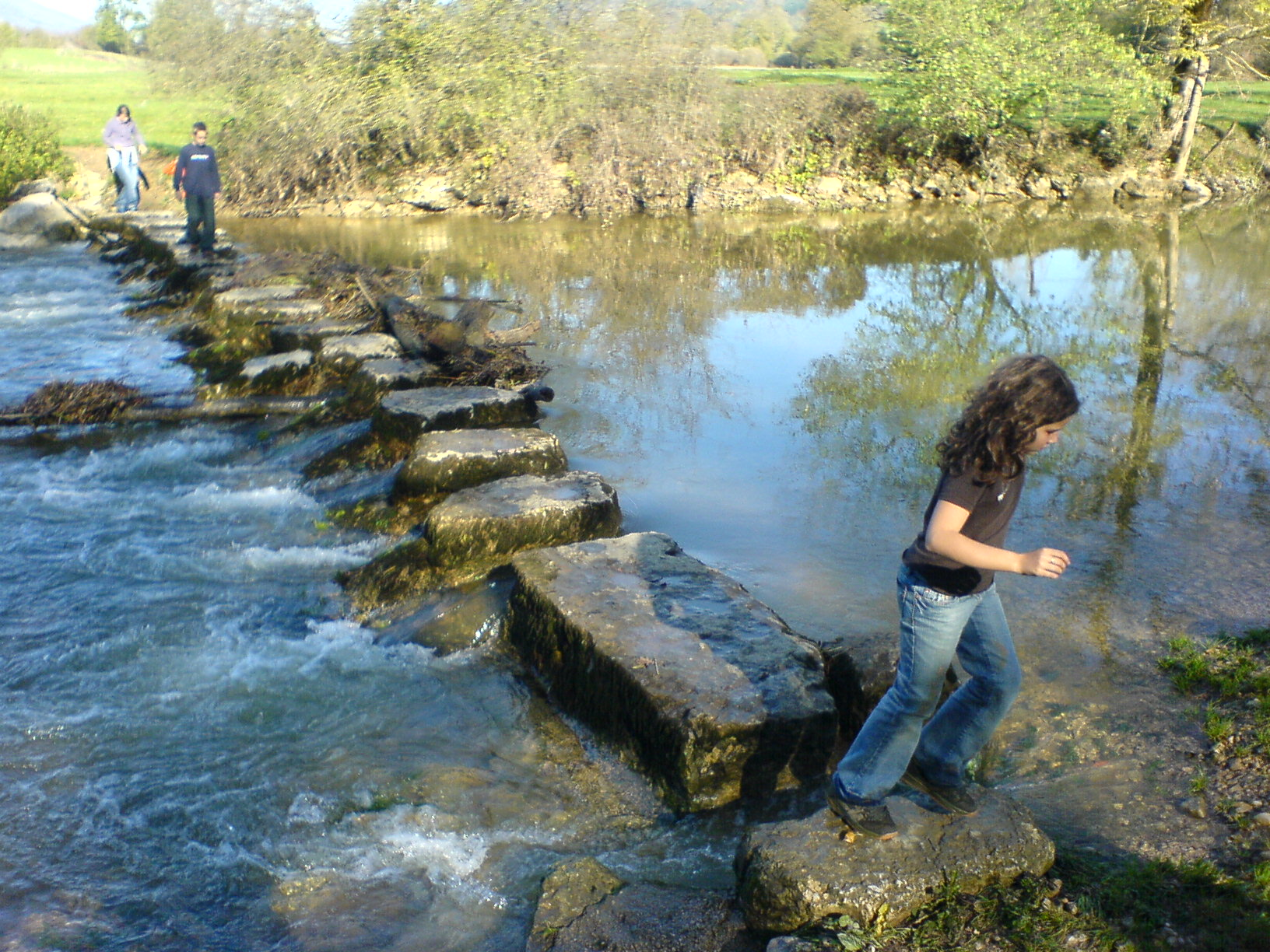
Gué de Banchin à Simandre-sur-Suran.
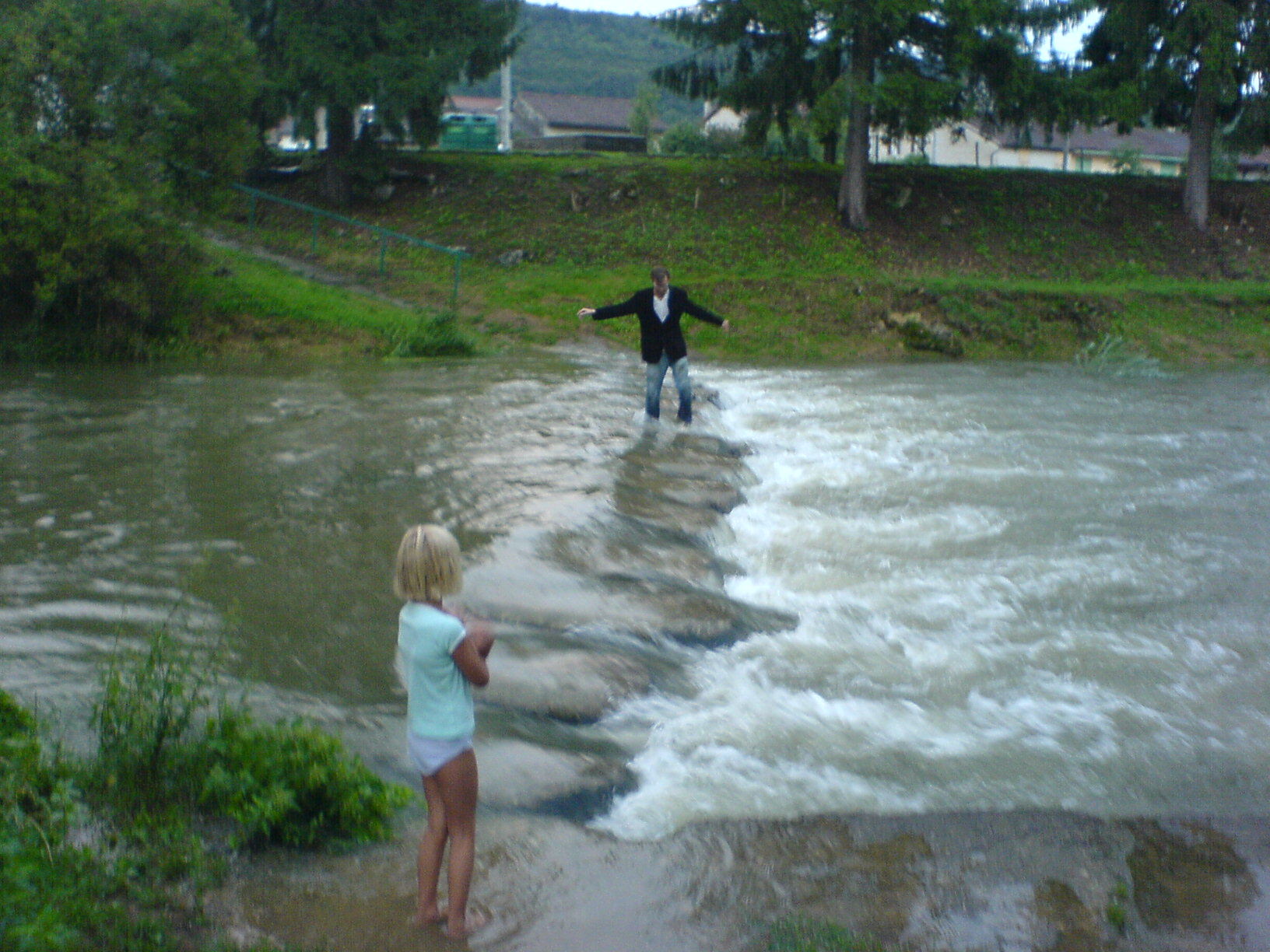
Troisième gué de Simandre-sur-Suran.
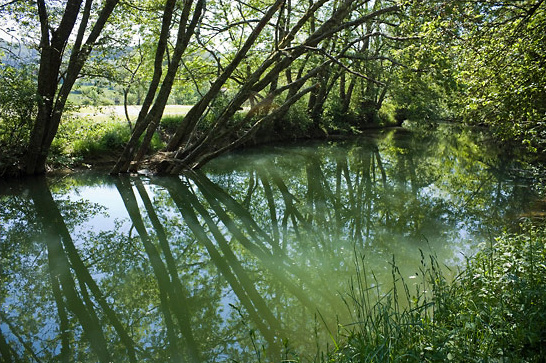
Le Suran à hauteur de Broissia (Jura).